# Tavares (musikgrupp)
Tavares är en amerikansk disco- och funk-grupp bildad i New Bedford, Massachusetts 1964. I början var Tavares en mer doo wop-inriktad musikgrupp. Gruppen kallade sig The Tavares Brothers fram till 1969. 
Tavares består av bröderna Antone, Feliciano, Arthur, Perry och Ralph Tavares. På 1970-talet blev de populära för låtar som "Heaven Must Be Missing an Angel", "Whodunit" och "More Than a Woman". "More Than a Woman" var specialskriven av Bee Gees till dem. Det var med denna låt de fick sin största framgång då den var med i 1970-talets dansfilm Saturday Night Fever.

## Diskografi
Studioalbum
- 1973 – Check It Out
- 1974 – Hard Core Poetry
- 1975 – In the City
- 1976 – Sky High!
- 1977 – Love Storm
- 1978 – Future Bound
- 1979 – Madam Butterfly
- 1980 – Supercharged
- 1980 – Love Uprising
- 1981 – Loveline
- 1982 – New Directions
- 1983 – Words and Music